# Verjus

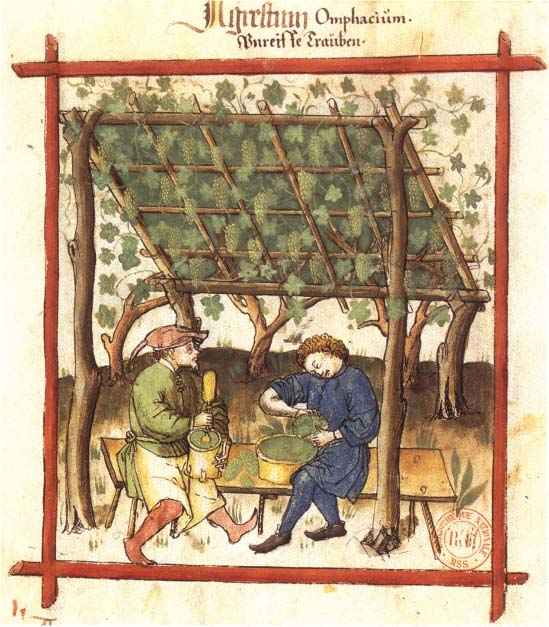
Medeltida illustration av framställning av verjus

Verjus kallas den syrliga saften av omogna druvor. Den kan användas istället för vinäger eller pressad citron i en vinägrett eller vid senapstillverkning och i såser, till exempel för att lösa upp stekrester ur en stekpanna eller gryta.
Användandet av verjus blev mindre vanligt när vin blev mer spritt i bredare folklager, men ingrediensen har upplevt en renässans och det har utgivits hela kokböcker med fokus på verjus.